# 尤金·珀伊爾
尤金·珀伊爾（英語：Eugene Puryear；1986年2月28日—），是美國的政治活動家。他曾在2008年代表争取社会主义和解放党競逐2008年美国总统选举副總統職務，又於2014年代表特區建州綠黨參選哥伦比亚特区议会單一選區。

## 參選哥倫比亞特區議會
2014年，珀伊爾以特區建州綠黨黨員身分競逐哥倫比亞特區議會單一選區其中一個議席，當時該議席議員為阿妮塔·邦兹。他的競選綱領提出了10點計劃，包括珀伊爾採取一些政策立場。2014年4月1日，他以67.3%比25.1%擊敗G·李·艾金（G. Lee Aikin），贏得黨內的提名。到2014年11月4日，珀伊爾在14名候選人中排名第5。

## 競逐美國副總統
2008年，珀伊爾獲争取社会主义和解放党提名為副總統候選人，為格洛麗亞·拉·里瓦的競選搭檔，他們在六個州列於選票並得6,818票。
2015年7月，他再次獲争取社会主义和解放党提名，同樣地擔任格洛麗亞·拉·里瓦的副手參選2016年美國總統選舉。然而，因為他未滿35歲，不符合擔任副總統的資格。

## 延伸閱讀
- Miller, Talea. . PBS. August 2, 2007  [December 2, 2011]. （原始内容存档于2014-01-03）.
- . Channelnewsasia.com. January 11, 2009  [December 2, 2011]. （原始内容存档于2009-01-11）.
- Ball, Molly. . The Atlantic. May 2016  [2016-11-08]. （原始内容存档于2016-11-03）.

## 外部連結
- PSL 2016年總統競選網站
- 2014年哥倫比亞特區議會競選網站

| 政党职务             | 政党职务                              | 政党职务             |
| -------------------- | ------------------------------------- | -------------------- |
| 新頭銜               | 工人世界党副總統候選人 2008年、2016年 | 繼任： 亞里·奧索里奧 |
| 前任： 亞里·奧索里奧 | 工人世界党副總統候選人 2008年、2016年 | 最新的               |